# 힐빌리의 노래
"힐빌리의 노래: 위기의 가정과 문화에 대한 회고"(영어: Hillbilly Elegy: A Memoir of a Family and Culture in Crisis)는 JD 밴스가 2016년에 쓴 회고록으로, 켄터키주에서 온 그의 가족의 애팔래치아 가치와 그의 어머니의 부모님이 어렸을 때 이사한 오하이오주 미들터운의 사회경제적 문제에 대한 내용이다. 이 책은 2020년 론 하워드가 감독하고 글렌 클로즈와 에이미 애덤스가 주연을 동명의 영화로 각색되었다.